# 3273 Drukar
3273 Drukar eller 1975 TS2 är en asteroid i huvudbältet som upptäcktes den 3 oktober 1975 av den ryska astronomen Ljudmila Tjernych vid Krims astrofysiska observatorium på Krim. Den har fått sitt namn efter det ryska och ukrainska ordet Drukar vilket betyder boktryckare.
Asteroiden har en diameter på ungefär 27 kilometer och den tillhör asteroidgruppen Cybele.